# Ожаровский, Пётр
Пётр Ожаро́вский (пол. Piotr Ożarowski; ок. 1725 — 9 мая 1794, Варшава) — польский дворянин герба Равич, полководец и политик. Генерал-майор (с 1757 г.), генерал-лейтенант коронных войск (с 1761 г.), писарь великий коронный (1768—1775), шеф 12-го пехотного коронного полка (1785—1786), генерал-лейтенант малопольской дивизии (1792), шеф пехотной коронной гвардии (1793—1794).

## Жизнь
Сын великого подстолия коронного и великого обозного коронного Ежи Марцина Ожаровского (ок. 1690—1742) и Констанции Бобровницкой (ок. 1700—1737). Происходил из мелкой мазовецкой шляхты. Избрал для себя военную карьеру, вначале служил в прусской армии, затем перешёл на службу в польскую (коронную) армию.
В 1767 году стал кавалером ордена Святого Станислава. Занимал должность кастеляна войницкого с 1781 года и гетмана великого коронного (1793—1794). В 1773 году был награждён польским орденом Белого Орла.
Был сторонником польского короля Станислава Августа, впоследствии сотрудничал с русским послом в Варшаве Стакельбергом. В 1792 году присоединился к Тарговицкой конфедерации. 19 ноября 1793 года был назначен великим гетманом коронным. В мае 1794 года во время восстания Костюшко за пророссийские взгляды обвинён в государственной измене и без суда повешен в Варшаве.

## Семья
Петр Ожаровский был дважды женат. Его первой женой в 1763 году стала Эльжбета Пац (ок. 1733 — ок. 1770), от брака с которой имел трёх сыновей:
- Каетан (1767—1811), генерал-майор польской армии
- Станислав (1767—1837) участник восстания Костюшко
- Ежи (ок. 1770 — ок. 1796), чашник коронный (1787)

В 1774 году в Варшаве вторично женился на Марианне Джербицкой, дочери Антония Джербицкого и Клары Пиасковской. Супруги имели четырех сыновей:
- Адам (1776—1855), видный генерал русской службы во время войн с Наполеоном.
- Казимир (род. 1780)
- Северин (род. 1780)
- Францишек (1783—1841)